# Sabbat i Jerusalem
|  | Denne artikel er oprettet af botten Steenthbot ud fra en ekstern database. Den kan derfor have sproglige fejl eller mangler. Denne skabelon kan fjernes efter kontrol af indholdet. |

Sabbat i Jerusalem er en dansk dokumentarfilm fra 1969 instrueret af Ole Schelde efter eget manuskript.

## Handling
Arabere, jøder og kristne lever side om side i Jerusalem. Fredag er muhammedanernes hviledag. Den katolske menighed mindes Kristi lidelser med en procession ad Via Dolorosa. Lørdag er arabernes torvedag. For de ortodokse jøder er lørdag helligdag - sabbat. Nogle går til Kong Davids grav - alle rører ved det sted i muren, hvor et lille stykke torarulle er indmuret. Andre går til grædemuren for at bede.